# مکزیس

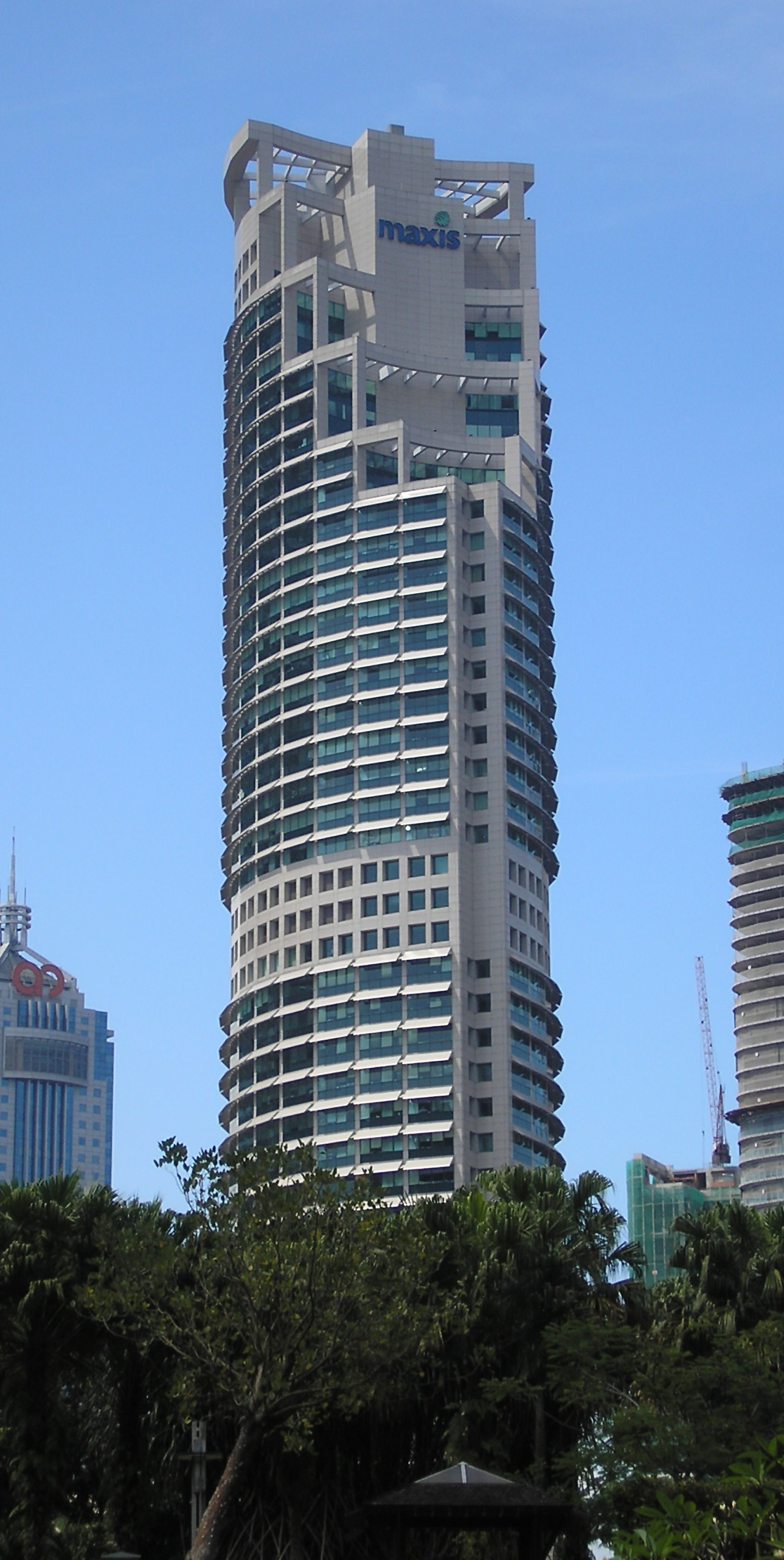
برج مکزیس، ساختمان مرکزی شرکت مکزیس

مکزیس (به انگلیسی: Maxis) شرکت هلدینگ مخابرات مالزیایی است، که در زمینه ارائه شبکه تلفن همراه، ارتباطات ماهواره‌ای و خدمات اینترنتی فعالیت می‌کند.
شرکت مکزیس در سال ۱۹۹۳ تأسیس شد و در حال حاضر ارائه‌دهنده سرویس‌های شبکه جی‌اس‌ام، اچ‌اس‌دی‌پی‌ای، نسل دوم، نسل سوم، پروژه مشارکتی نسل سوم و نسل چهارم شبکه تلفن همراه می‌باشد.
دفتر مرکزی این شرکت در برج مکزیس، کوالالامپور قرار دارد و بخشی از سهام آن در بازار بورس مالزی معامله می‌شود. شرکت سعودی تلکام مالک ۲۵٪ از سهام مکزیس است.